# Gjon Buzuku

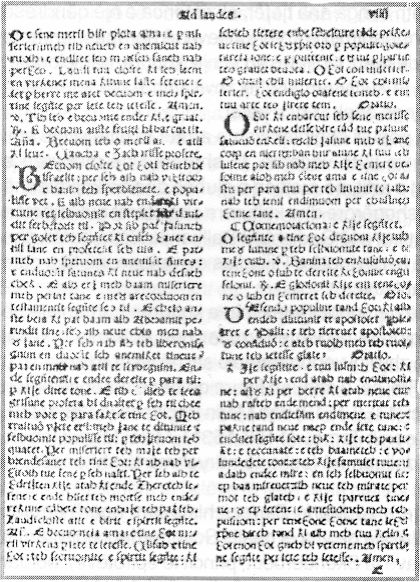
Pagina dal Meshari

Gjon Buzuku (Ljare, 6 marzo 1499 – Venezia, 29 settembre 1577) è stato un vescovo cattolico albanese, autore del più antico documento noto stampato in lingua albanese: una traduzione del Messale Romano (in albanese, "Meshari"), stampata forse a Venezia attorno al 1555.

## Biografia
Non si sa molto di Gjon Buzuku. La mancanza di dati certi dipende anche dal fatto che esiste un unico esemplare del Meshari, conservato nella Biblioteca Apostolica Vaticana, e che purtroppo la copia è priva del frontespizio e delle prime sedici pagine. Perciò sfortunatamente non sono conosciuti né il titolo esatto, né il luogo e l'anno di pubblicazione. Le scarse informazioni possedute, fra cui il nome dell'autore, provengono dal colophon finale che Buzuku, consapevole della portata storica della sua impresa, scrisse in lingua albanese. Il primo a scoprire il Meshari fu il vescovo Gjon Kazazi nel lontano 1740.  La copia mutila, riscoperta nel 1910 da mons. Paolo Schirò, vescovo di rito bizantino, comprendeva inizialmente 188 pagine numerate.
Si ritiene che Gjon Buzuku sia nato nel villaggio di Ljare (Kraja), una piccola località nel Bar, Montenegro, nei pressi del Lago di Scutari, che appartenesse all'Ordine francescano e sia stato vescovo di due diocesi dell'Albania settentrionale. La traduzione del messale romano dal latino in albanese ghego (gegë), ossia dell'Albania Settentrionale, avvenne fra il 20 marzo 1554 e il 5 gennaio 1555.
Il Meshari comprende il messale delle messe festive, i sette salmi penitenziali, le litanie, i vespri, l'ufficio della Madonna e i rituali del battesimo. L'opera di Buzuku può essere inserita nell'ambito di un movimento letterario-religioso più vasto, tendente a tradurre i testi sacri nella lingua popolare.

## Opere

### Edizioni del Messale
- Gjon Buzuku, Il Messale di Giovanni Buzuku. Riproduzione, traduzione e trascrizione a cura di Namik Ressuli. Città del Vaticano : Biblioteca Apostolica Vaticana, 1958
- Gjon Buzuku, Meshari I Gjon Buzukut : (1555). Botim kritik punuar nga Eqrem Cabej. Tirane : Universiteti shteteror. Instituti i historise e i gjuhesise, 1968